# Heinrich Raspe III.
Heinrich Raspe III. (* um 1155; † 18. Juli 1180) war ein Ludowinger, der zweite Sohn des Landgrafen von Thüringen Ludwig II. und Judiths von Schwaben, einer Schwester Kaiser Friedrich Barbarossas.
Wie damals bei den Ludowingern üblich, wurde Heinrich (als jüngerer Sohn des Landgrafen) Regent der hessischen Grafschaft Gudensberg. Er war daher als Graf von Gudensberg oder auch Graf in Hessen bekannt. Zusätzlich war er Vogt der Abtei Hersfeld, die in Osthessen und  Thüringen ausgedehnten Besitz hatte. Heinrich war ein treuer Parteigänger seines kaiserlichen Onkels in dessen Auseinandersetzungen mit Heinrich dem Löwen. Barbarossa stärkte die Stellung Heinrichs und der Ludowinger, indem er unter anderem 1170 die Übertragung der Creuzburg aus dem Besitz der Reichsabtei Fulda in den der Grafschaft Hessen billigte und damit die territoriale Verbindung zwischen den thüringischen und hessischen Teilen der Landgrafschaft verbesserte.
Als Vogt von Hersfeld war Heinrich wohl maßgeblich für die Entfremdung des Hersfelder Lehens Melsungen am Fuldaübergang der wichtigen Straße von Gudensberg nach Thüringen verantwortlich, wo der Bau einer Burg und die darauf folgende schnelle Entwicklung einer Stadt (burgus) einen erheblichen Einbruch in den Hersfelder Besitz darstellten.
Heinrich erneuerte um 1170 die Burg Windeck in der Herrschaft Rosbach, auf dem Gebiet des gisonischen Allodialerbes seiner Familie an der Sieg. 1174 gab er sie als Lehen an den Grafen Engelbert I. von Berg, mit der Bedingung, dass letzterer ihm damit gegen jedermann außer dem Kaiser und dem Erzbischof von Köln dienen müsse.

## Quelle
- Heinrich Raspe III. bei www.genealogie-mittelalter.de